# Moritz Bleibtreu
Moritz Bleibtreu (Munique, 13 de agosto de 1971) é um ator alemão.

## Vida pessoal
Bleibtreu nasceu em Munique, filho dos atores Monica Bleibtreu e Hans Brenner, e foi criado em Hamburgo.

## Carreira
Sua primeira aparição na televisão foi no final da década de 70 numa série infantil chamada Neues aus Uhlenbusch, escrita por sua mãe e por Rainer Boldt. Após largar a escola aos 16 anos, Bleibtreu viveu em Paris e Nova Iorque, onde frequentou aulas de teatro. Em 1992, começou sua carreira de ator em Hamburgo. Ganhou maior visibilidade no cinema alemão após seu papel como Abdul em Knockin' on Heaven's Door. Além disso, ele também teve pequenas participações em produções televisivas.
Seus principais papéis de ator no cinema incluem Fantasma Cinzento em Speed Racer, Andreas Baader em Der Baader Meinhof Komplex, Manni em Corra Lola Corra e Tarek Fahd no thriller psicológico Das Experiment.
Em 2006, foi agraciado com o prêmio Urso de Prata de melhor ator, no Festival de Cinema de Berlim, pela sua atuação em Partículas Elementares.

## Filmografia
Trabalhos selecionados de Moritz Bleibtreu:
| Ano  | Filme                                  | Personagem                         | Notas          |
| ---- | -------------------------------------- | ---------------------------------- | -------------- |
| 1994 | Unschuldsengel                         | Thorsten                           |                |
| 1995 | Stadtgespräch                          | Karl                               |                |
| 1997 | Knockin' On Heaven's Door              | Abdul                              |                |
| 1998 | Corra Lola Corra                       | Manni                              |                |
| 1999 | Luna Papa                              | Nasreddin                          |                |
| 2000 | Im Juli                                | Daniel Bannier                     |                |
| 2001 | Uma História a Três                    | Eric                               |                |
| 2001 | Das Experiment                         | Tarek Fahd / Número 77             |                |
| 2001 | Lammbock                               | Kai                                |                |
| 2001 | Taking Sides                           | Lt. David Wills                    |                |
| 2004 | Germanikus                             | Kaiser Titus                       |                |
| 2004 | C(r)ook                                | Valentin                           |                |
| 2004 | Agnes and His Brothers                 | Hans-Jörg Tschirner                |                |
| 2005 | The Keeper: The Legend of Omar Khayyam | Malikshah                          |                |
| 2005 | Munique                                | Andreas                            |                |
| 2006 | Partículas Elementares                 | Bruno                              |                |
| 2006 | The Stone Council                      | Serguei Makov                      |                |
| 2007 | The Walker                             | Emek Yoglu                         |                |
| 2007 | Reclaim your Brain                     | Rainer                             |                |
| 2008 | Chiko                                  | Brownie                            |                |
| 2008 | Speed Racer                            | Grey Ghost                         |                |
| 2008 | Der Baader Meinhof Komplex             | Andreas Baader                     |                |
| 2008 | Female Agents                          | SS Standartenführer Karl Heindrich |                |
| 2009 | Soul Kitchen                           | Illias Kazantsakis                 |                |
| 2010 | Jew Suss: Rise and Fall                | Joseph Goebbels                    |                |
| 2010 | Young Goethe in Love                   |                                    |                |
| 2010 | Tangled                                | Flynn Rider                        | Dublagem alemã |
| 2011 | My Best Enemy                          | Viktor Israel Kaufmann             |                |
| 2011 | 360                                    | Empresário alemão                  |                |
| 2012 | The Fourth State                       | Paul Jensen                        |                |